# Annales regni Francorum
Los Annales regni Francorum, Anales reales francos o Anales del reino de los Francos, antiguamente conocidos como los Annales Laurissenses maiores y Reichsannalen en la historiografía alemana, son anales que cubren la historia de los primeros monarcas carolingios desde 741 hasta 829. Su composición supuso una rápida ascensión y consideración en la corte, dándoles un carácter marcadamente oficial. Los editores del siglo XIX asumieron que el texto existió en cinco versiones que datan de diferentes periodos a lo largo de la dinastía carolingia. En particular, una revisión de los anales se atribuye a Eginhardo (775–840), conocido posteriormente como Annales qui dicuntur Einhardi, aunque todavía se espera un argumento convincente de su autoría. Los anales son las fuentes más importantes de la historia política y militar del imperio de Carlomagno. Otros anales siguieron la misma pauta, a modo de continuaciones de la obra, como los Annales Bertiniani y los Anales de Fulda.